# 超大型空母
超大型空母（ちょうおおがたくうぼ、英語: Supercarrier）は、特に大型の航空母艦に対する俗称。アメリカ海軍では当初、核戦略の一翼を担いうるように大型の艦上攻撃機を運用可能な艦として構想された。

## 概要

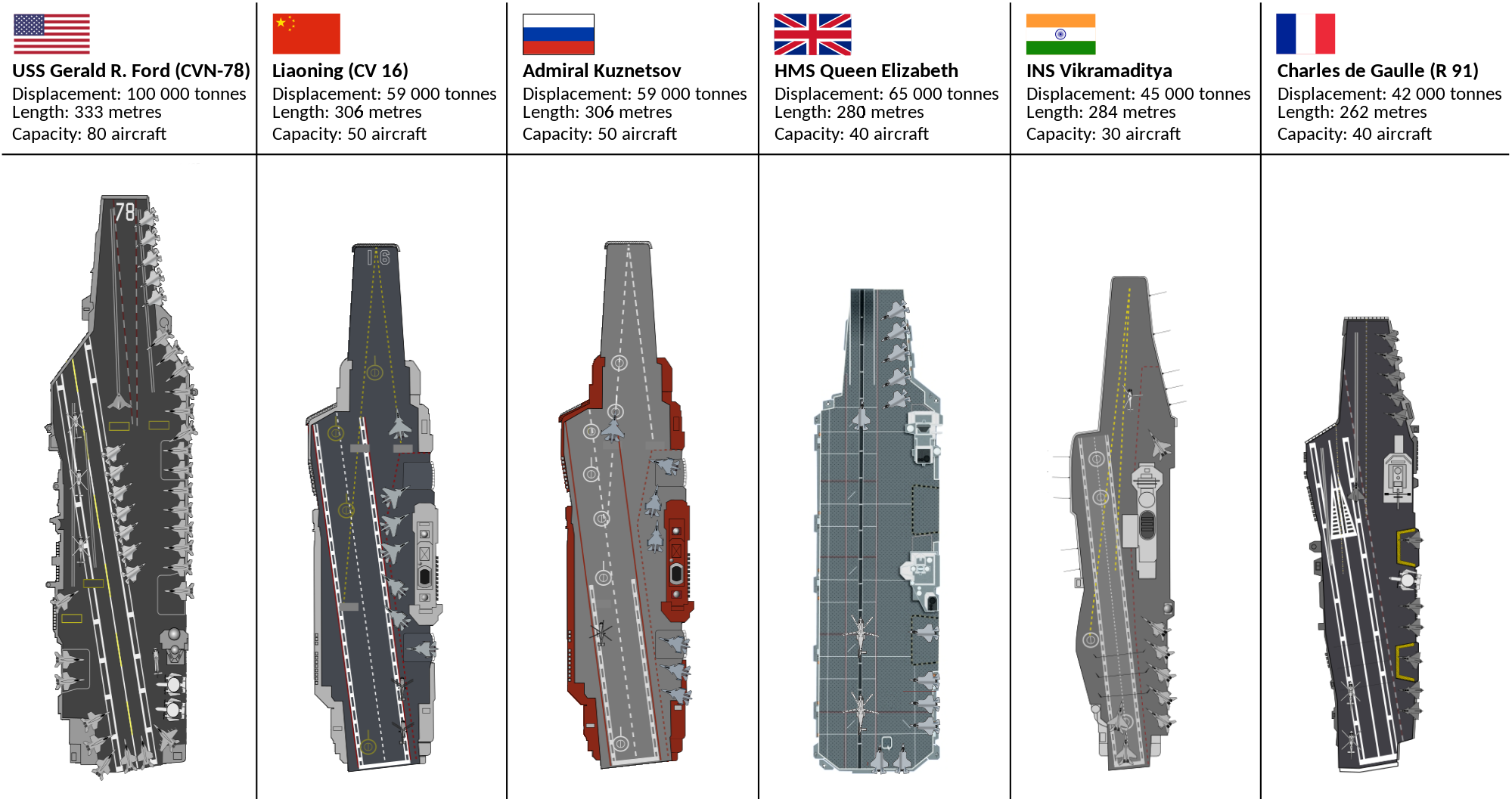
左から
ジェラルド・R・フォード
遼寧
アドミラル・クズネツォフ
クイーン・エリザベス
ヴィクラマーディティヤ
シャルル・ド・ゴール

単語としての初出は、1938年に発行されたニューヨーク・タイムズにおいて、イギリス海軍の「アーク・ロイヤル」を指して用いられた例であるとされる。
一方、第二次世界大戦後のアメリカ海軍では、仮想敵としての大日本帝国海軍の消滅と核兵器の台頭を受けて、核戦略の一翼を担いうるように大型の艦上攻撃機を運用可能なCVB-X計画艦（基準排水量70,000トン）を計画しており、その1番艦「ユナイテッド・ステーツ」は1948年度計画で建造が開始された。これが初の超大型空母となるはずだったが、戦略爆撃機の優位性と大型空母の非効率性を主張する陸・空軍の意向を受け、ルイス・A・ジョンソン国防長官は起工後9日にして建造中止を命令した。
その後、同艦の建造中止を巡る「提督たちの反乱」に関連して開かれた公聴会や朝鮮戦争での実績を通じ、空母の存在意義が広く認められるようになったことから、1952年度予算でフォレスタル級の建造が開始され、超大型空母の端緒となった。続いて1956年度からは、発展型のキティホーク級の建造が開始された。この間、1958年度では初の原子力空母として「エンタープライズ」も建造されたものの、あまりに高価であり、その後しばらくはキティホーク級に準じた通常動力型の建造へと回帰していた。
その後、原子力推進技術の成熟を受け、1967年度計画以降では原子力空母としてのニミッツ級の量産が開始された。同級は順次に改良を重ねつつ長く建造されたが、2007年度からは大規模に改設計したジェラルド・R・フォード級へと移行した。

## 比較表
|              |                 | CVN フォード級                          | CVN ニミッツ級                   | CVN エンタープライズ (最終状態)  | CV キティホーク級 (最終状態)     | CV フォレスタル級 (最終状態)     |     |
| ------------ | --------------- | --------------------------------------- | -------------------------------- | -------------------------------- | -------------------------------- | -------------------------------- | --- |
| 船体         | 満載排水量      | 101,605 t                               | 91,400 - 102,000 t               | 83,350 t                         | 75,200 t - 83,000 t              | 75,900 t - 76,000 t              |     |
| 船体         | 全長            | 332.8 m                                 | 332.0 m                          | 341.3 m                          | 319.3 m - 326.9 m                | 316.7 m - 319.0 m                |     |
| 船体         | 水線幅 / 最大幅 | 41.8 m / 78 m                           | 40.8 m / 76.8 m                  | 38.5 m / 78.3 m                  | 39.6 m / 76.8 m                  | 38.5 m / 76.8 m                  |     |
| 機関         | 方式            | 原子炉 + 蒸気タービン                   | 原子炉 + 蒸気タービン            | 原子炉 + 蒸気タービン            | ボイラー + 蒸気タービン          | ボイラー + 蒸気タービン          |     |
| 機関         | 出力            | 280,000 hp                              | 280,000 hp                       | 280,000 hp                       | 280,000 hp                       | 280,000 hp                       |     |
| 機関         | 速力            | 30 kt以上                               | 30 kt以上                        | 36 kt                            | 35 kt                            | 34 kt                            |     |
| 兵装         | 砲熕            | ファランクスCIWS × 2–3基                | ファランクスCIWS × 2–3基         | ファランクスCIWS × 2–3基         | ファランクスCIWS × 2–3基         | ファランクスCIWS × 2–3基         |     |
| 兵装         | ミサイル        | ESSM 8連装発射機 × 2基                  | シースパロー 8連装発射機 × 2–3基 | シースパロー 8連装発射機 × 2–3基 | シースパロー 8連装発射機 × 2–3基 | シースパロー 8連装発射機 × 2–3基 |     |
| 兵装         | ミサイル        | RAM 21連装発射機 × 2基                  | RAM 21連装発射機 × 2基           | RAM 21連装発射機 × 2基           | RAM 21連装発射機 × 2基           | ―                                |     |
| 航空運用機能 | 形式            | CATOBAR                                 | CATOBAR                          | CATOBAR                          | CATOBAR                          | CATOBAR                          |     |
| 航空運用機能 | 発艦装置        | 電磁式カタパルト × 4基                  | 蒸気式カタパルト × 4基           | 蒸気式カタパルト × 4基           | 蒸気式カタパルト × 4基           | 蒸気式カタパルト × 4基           |     |
| 航空運用機能 | JBD             | 4基                                     | 4基                              | 4基                              | 4基                              | 4基                              |     |
| 航空運用機能 | 着艦帯          | アングルド・デッキ配置                  | アングルド・デッキ配置           | アングルド・デッキ配置           | アングルド・デッキ配置           | アングルド・デッキ配置           |     |
| 航空運用機能 | 制動索          | 3索                                     | 4索                              | 4索                              | 4索                              | 4索                              |     |
| 航空運用機能 | エレベーター    | 3基                                     | 4基                              | 4基                              | 4基                              | 4基                              | 4基 |
| 航空運用機能 | 航空用ガソリン  | ―                                       | ―                                | 363 kL                           | 192 kL                           | 353 kL                           |     |
| 航空運用機能 | ジェット燃料    | 不明                                    | 10,220 kL                        | 9,382 kL                         | 4,439 kL                         | 6,955 kL                         |     |
| 航空運用機能 | 航空機用兵器    | 不明                                    | 2,970 t                          | 1,800 t                          | 1,800 t                          | 1,800 t                          |     |
| 航空運用機能 | 搭載機数        | 常時70機前後                            | 常時70機前後 / 最大90機          | 常時70機前後 / 最大90機          | 常時70機前後 / 最大90機          | 常時70機前後 / 最大90機          |     |
| 同型艦数     | 同型艦数        | 1隻 / 10隻予定 （1隻艤装中、1隻建造中） | 10隻                             | 1隻（退役）                      | 4隻（退役）                      | 4隻（退役）                      |     |